# Mark Stephen Schweiker
Pour les articles homonymes, voir Schweiker.
Mark Stephen Schweiker (né le 31 janvier 1953) est un homme politique américain républicain. Il a été gouverneur de l'État de Pennsylvanie entre 2001 et 2003. Il avait été auparavant nommé lieutenant-gouverneur en 1994.

## Biographie
Mark Schweiker est diplômé de la Bishop Egan High School et de l'Université de Pennsylvanie. Ses ancêtres sont d'origine allemande et irlandaise. Après ses études il est entré dans le monde des affaires, et a été consultant, avant de se lancer dans une carrière politique.